# 大黄河 (宗次郎のアルバム)
『大黄河』（だいこうが）は、1986年に「NHK特集」として放送された番組のサウンドトラック・アルバム。同年4月25日にリリースされた宗次郎のアルバム。発売元はサウンド・デザイン。 

## 解説
宗次郎自身が音楽を務めたNHK『大黄河』のオリジナル・サウンドトラックである。

## 収録曲
1. 大黄河
2. 壮雲海~星宿海
3. 冬雪花
4. 月霞草
5. 朧伝説
6. 黄河源
7. 大黄河
8. 童戯原
9. 天清流
10. 麗泉郷
11. 陽春麓